# Francesco Taddei
Francesco Taddei (Faetano, 5 marzo 1834 – Cà Berlone, 29 febbraio 1916) è stato un falsario e criminale sammarinese, noto per la sua abilità nella falsificazione di monete e per il suo coinvolgimento in numerose vicende processuali nel XIX secolo.

## Biografia

### Infanzia e formazione
Francesco Taddei nacque a Faetano, nella Repubblica di San Marino, figlio di Bernardino Taddei e Maria Domenica Manzaroli. La sua famiglia godeva di una solida reputazione nel territorio, grazie alla figura del padre, possidente terriero, la cui influenza nella comunità era tale che i figli venivano identificati con il patronimico Bernardini. Francesco sposò Irene Filippucci, con la quale ebbe un figlio, Taddei Ermete, e una figlia, Adelina Taddei.

### Attività criminale e vicende giudiziarie
Le prime attività criminali documentate di Francesco Taddei risalgono al 1853, quando rimase coinvolto in uno scontro a fuoco a San Marino scaturito da una disputa sentimentale. L'episodio, che portò al ferimento di alcuni individui, culminò con la sua condanna in contumacia a un anno di carcere, emessa dal Commissario della Legge della Repubblica di San Marino il 16 gennaio 1854. Per sfuggire alla pena, Taddei si diede alla latitanza, rifugiandosi nello Stato Pontificio. Nonostante questo primo episodio, la sua fama criminale si consolidò successivamente per la sua abilità nella falsificazione di monete.

#### Arresto ad Ancona (1867)
Nel 1867, Taddei fu arrestato ad Ancona, dove aveva trovato un impiego come guardiano ai Bagni penali dell'Adriatico, insieme a Stefano Mariotti con l'accusa di falsificazione di monete. I due furono colti in flagranza mentre coniavano mezze lire e monete da venti franchi d’oro false. Strumenti e materiali per la falsificazione furono sequestrati. Mariotti confessò, attribuendo a Taddei il ruolo di istigatore e mente dell'operazione, mentre quest'ultimo negò le accuse. La corte di Assise di fermo lo condannò a 19 anni di lavori forzati【8:16†source】.

### Evasione dal carcere di Isili
Il 13 Ottobre 1879, mentre era detenuto presso la colonia penale di Isili in Sardegna per falsificazione di moneta, Taddei riuscì a evadere. Secondo i registri carcerari, era riuscito a mantenere una condotta esemplare per oltre undici anni, ma l'evasione rimase uno degli episodi più eclatanti della sua carriera【8:7†source】.

#### Arresto a San Marino (1884)
Nel 1884, Taddei venne arrestato nuovamente, questa volta a San Marino, insieme a Sante Rossi. L’accusa riguardava la falsificazione di monete d'argento da 2 lire italiane e mezze lire del 1863 di Vittorio Emanuele II. L’arresto avvenne durante una fiera del bestiame a Borgo Maggiore, su mandato delle autorità italiane, in quanto le falsificazioni avevano avuto luogo nell'abitazione di Giuseppe Freducci custode del Castello di Montebello di Torriana. Le monete false prodotte da Francesco Taddei furono una quantità enorme e conobbero un'ampia diffusione, specialmente nelle aree rurali e nelle fiere locali dell'Italia centrale. La loro circolazione fu particolarmente intensa nelle province della Valmarecchia, del Montefeltro, del Conca e del Riminese, dove spesso venivano utilizzate nei mercati e negli scambi quotidiani. La sentenza emessa il 9 giugno 1885 condanna Taddei a cinque anni di prigionia e 300 lire di multa scontati nel carcere di Parma【8:11†source】.

## Tecniche di falsificazione
Francesco Taddei era un esperto falsario, specializzato nella contraffazione di monete metalliche.

### Uso del torchio a vite
Per coniare le monete, Taddei utilizzava un torchio a vite, uno strumento che esercitava una pressione controllata sul metallo, imprimendo con precisione incisioni e iscrizioni prelevate da matrici preparate precedentemente. Il torchio permetteva di ottenere monete con dettagli nitidi, completati poi dal processo galvanico per un aspetto realistico【8:17†source】.

### Galvanizzazione con pila voltaica
Una delle tecniche principali impiegate era la galvanizzazione tramite un'artigianale pila voltaica, un processo che permetteva di rivestire le monete con uno strato sottile di argento. La tecnica prevedeva l’immersione delle monete in una soluzione chimica di cianuro d’argento e cianuro di potassio, attraverso la quale una corrente elettrica faceva depositare uno strato di argento sulla superficie del metallo【8:17†source】.

## Collaborazione con Anteo Filippucci
Francesco Taddei collaborò strettamente con il cognato Anteo Filippucci, anch'egli coinvolto in attività di falsificazione. Mentre Taddei si occupava della produzione di monete metalliche, Filippucci era specializzato nella falsificazione di cartamoneta e nella parte artistica del processo. La loro collaborazione portò alla creazione di un sodalizio criminale che operava tra San Marino e le province italiane limitrofe denominata la Fabbrica di Montebello【8:5†source】.

## Morte
Francesco Taddei, noto anche con il soprannome "Granello di Pepe" per il suo carattere irascibile, morì il 29 febbraio 1916 a Cà Berlone, nella Repubblica di San Marino, a causa di complicazioni legate a bronchite e influenza. Negli ultimi anni della sua vita, ormai cieco, si lamentava frequentemente di non poter più dedicarsi a quella che era stata la sua attività principale e nella quale eccelleva: la falsificazione monetaria【8:3†source】.